# Univers 1988
Univers 1988 est une anthologie de seize nouvelles de science-fiction publiées entre 1986 et 1988, sélectionnées par Pierre K. Rey.
L'anthologie est la 28e de la série Univers qui compte trente ouvrages. Elle ne correspond pas à un recueil qui serait déjà paru aux États-Unis ; il s'agit d'un recueil inédit de nouvelles, édité pour le public francophone.
L'anthologie a été publiée en mars 1988 aux éditions J'ai lu dans la collection « Science-fiction » (no 2354). L'image de couverture a été réalisée par Philippe Caza.

## Première partie: nouvelles

### Le Piège à idées
- Auteur : George Zebrowski.
- Titre original : The Idea Trap.
- Publication : 1986.
- Situation dans l'anthologie : pages 9 à 30.
- Traducteur : Pierre K. Rey.
- Résumé :
- Liens externes : 
  - Notice sur Noosfère
  - Notice sur iSFdb

### Arrêt/image
- Auteur : Gregory Benford.
- Titre original : Freezeframe.
- Publication : 1986.
- Situation dans l'anthologie : pages 31 à 39.
- Traducteur : Bernard Sigaud.
- Résumé :
- Liens externes : 
  - Notice sur Noosfère
  - Notice sur iSFdb

### Étoile
- Auteur : Richard Canal.
- Première publication dans cette anthologie.
- Situation dans l'anthologie : pages 41 à 49.
- Résumé :
- Liens externes : 
  - Notice sur Noosfère
  - Notice sur iSFdb

### Tangentes
- Auteur : Greg Bear.
- Titre original : Tangents.
- Publication : janvier 1986.
- Situation dans l'anthologie : pages 51 à 72.
- Traducteur : Pierre K. Rey.
- Résumé :
- Liens externes : 
  - Notice sur Noosfère
  - Notice sur iSFdb

### L'Homme sauvage
- Auteur : Howard Waldrop.
- Titre original : Fair Game.
- Publication : 1986.
- Situation dans l'anthologie : pages 73 à 93.
- Traducteur : Jean-Pierre Pugi.
- Résumé :
- Liens externes : 
  - Notice sur Noosfère
  - Notice sur iSFdb

### Machine donne!
- Auteur : Michel Jeury.
- Première publication dans cette anthologie.
- Situation dans l'anthologie : pages 95 à 104.
- Résumé :
- Liens externes : 
  - Notice sur Noosfère
  - Notice sur iSFdb

### Bumpie(TM)
- Auteur : Francis Valéry.
- Première publication dans cette anthologie.
- Situation dans l'anthologie : pages 117 à 156.
- Résumé :
- Liens externes : 
  - Notice sur Noosfère
  - Notice sur iSFdb

### Coma-B², biofiction
- Auteur : Jean-Pierre April.
- Première publication dans cette anthologie.
- Situation dans l'anthologie :  pages 157 à 169.
- Résumé :
- Liens externes : 
  - Notice sur Noosfère
  - Notice sur iSFdb

### Transfusion
- Auteur : Joëlle Wintrebert.
- Première publication dans cette anthologie.
- Situation dans l'anthologie : pages 171 à 179.
- Résumé :
- Liens externes : 
  - Notice sur Noosfère
  - Notice sur iSFdb

### Pleurons sous la pluie
- Auteur : Tanith Lee.
- Titre original : Crying in the Rain.
- Publication : 1987.
- Situation dans l'anthologie : pages 181 à 203.
- Traducteur : Iawa Tate.
- Résumé :
- Liens externes : 
  - Notice sur Noosfère
  - Notice sur iSFdb

### Dans la dèche en l'an 2000
- Auteur : Kim Stanley Robinson.
- Titre original : Down and Out in the Year 2000.
- Publication : 1986.
- Situation dans l'anthologie : pages 205 à 226.
- Traducteur : Pierre-Paul Durastanti.
- Résumé :
- Liens externes : 
  - Notice sur Noosfère
  - Notice sur iSFdb

### La Fontaine de jouvence
- Auteur : Peter Lamborn Wilson, dit Hakim Bey.
- Titre original : Fountain of Time.
- Publication : 1986.
- Situation dans l'anthologie : pages 241 à 260.
- Traducteur : Bernard Sigaud.
- Article connexe : Fontaine de Jouvence.
- Résumé :
- Liens externes : 
  - Notice sur Noosfère
  - Notice sur iSFdb

### Le Jeu avec Lelah
- Auteur : Jean-Pierre Andrevon.
- Première publication dans cette anthologie.
- Situation dans l'anthologie : pages 261 à 276.
- Résumé :
- Liens externes : 
  - Notice sur Noosfère
  - Notice sur iSFdb

### Des nouvelles de D Street
- Auteur : Andrew Weiner.
- Titre original : The News from D Street.
- Publication : 1986.
- Situation dans l'anthologie : pages 277 à 314.
- Traducteur : Pierre K. Rey.
- Résumé :
- Liens externes : 
  - Notice sur Noosfère
  - Notice sur iSFdb

### Histoire de Pinocchio, d'Alice et du Chanteur arc-en-ciel
- Auteur : Jean-Pierre Vernay.
- Première publication dans cette anthologie.
- Situation dans l'anthologie : pages 315 à 320.
- Résumé :
- Liens externes : 
  - Notice sur Noosfère
  - Notice sur iSFdb

### Le Prisonnier de Chillon
- Auteur : James Patrick Kelly.
- Titre original : The Prisoner of Chillon.
- Publication : juin 1986 dans Isaac Asimov's Science Fiction Magazine.
- Situation dans l'anthologie : pages 321 à 370.
- Traducteur : Pierre-Paul Durastanti.
- Résumé :
- Liens externes : 
  - Notice sur Noosfère
  - Notice sur iSFdb

## Partie thématique et encyclopédique

### Éditorial
- Éditorial par Pierre K. Rey : pages 7-8.

### Entretien
- Entretien avec Gene Wolfe, par Pascal J. Thomas : pages 105 à 116.

### Articles
- Article : « Les Seigneurs de l'histoire » par Stéphanie Nicot et Éric Vial : pages 227 à 239.
- Article : « Échos de l'Univers » par Pierre-Paul Durastanti et Pierre K. Rey : pages 371 à 377.

## Critiques littéraires
L'anthologie a fait l'objet d'une critique littéraire par Bertrand Lefebvre dans la revue française « Proxima », numéro 1.
Elle a aussi fait l'objet d'une autre critique littéraire par Richard Comballot dans la revue française « Fiction », numéro 399.
Elle a encore fait l'objet de critiques littéraires dans la revue française « A&A », numéro double 113-114 : la première chronique par Pascal J. Thomas et la seconde chronique par Jonathan Dornet.